# Słodki film
Słodki film (ang. Sweet Movie) – kanadyjsko-francuski komediodramat z 1974 roku w reżyserii Dušana Makavejeva.

## Opis fabuły
Opowieść o dwóch kobietach: zwyciężczyni konkursu piękności i kapitan statku przewożącego słodycze.
Pierwsza z nich "w nagrodę" za zwycięstwo w konkursie wychodzi za mąż za bogatego przedsiębiorcę branży mleczarskiej. Małżeństwo zaczyna w jej życiu serię koszmarów i upokorzeń. Wysłana do Paryża spotyka latynoskiego śpiewaka El Macho. Po odbyciu stosunku z nim trafia do komuny artystów Ottona Muehla, oddających się obscenicznym rytuałom.
Druga z kobiet, Anna Planeta prowadzi statek Survival, wypełniony słodyczami i wielką głową Karola Marksa na pokładzie. Poznaje marynarza Potiemkina, z którym uprawia seks na pokładzie, nie zważając na gapiów, obserwujących statek z nabrzeża kanału w Amsterdamie. Po zamordowaniu kochanka, leżącego w cukrze, Anna zostaje zatrzymana przez policję, która odkrywa plastikowe pojemniki z dziećmi, zamordowanymi przez Annę. W finałowej scenie filmu, dzieci ponownie się odradzają, opuszczając plastikowe kokony.
Film łączy sceny fabularne z dokumentalnymi.

## Obsada aktorska
- Carole Laure(inne języki) jako Miss Canada
- John Vernon jako Mr Kapital
- Anna Prucnal jako Anna Planeta
- Pierre Clémenti jako marynarz Potiemkin
- Sami Frey jako El Macho
- Roy Callender jako Jeremiah
- Therese Schulmeister
- Renata Steiger

## Kontrowersje
Film wzbudził kontrowersje poprzez ukazanie w nim nietypowych zachowań seksualnych (koprofilii, emetofilii). Scena stosunku Anny i Potiemkina przeplata się z fragmentami filmu o zbrodni katyńskiej. Film nie został dopuszczony do wyświetlania w wielu krajach, w tym w Polsce. Anna Prucnal otrzymała od władz PRL zakaz wjazdu do Polski.